# 7th Dragon
7th Dragon (セブンスドラゴン?) è un videogioco pubblicato nel 2009 da SEGA per Nintendo DS.
In Giappone il titolo ha venduto 80 000 copie nella prima settimana di lancio, superando Resident Evil 5 per Xbox 360.
Il videogioco ha ricevuto due sequel per PlayStation Portable: 7th Dragon 2020 (2011) e 7th Dragon 2020-II (2012). In questi titoli è presente Hatsune Miku come personaggio non giocante. Un terzo seguito, 7th Dragon III: Code VFD, è stato pubblicato nel 2015 per Nintendo 3DS.